# Mogens Amdi Petersen
 Der er for få eller ingen kildehenvisninger i denne artikel, hvilket er et problem. Du kan hjælpe ved at angive troværdige kilder til de påstande, som fremføres i artiklen.

Mogens Amdi Petersen (født 9. januar 1939 i Tønder) er mest kendt som stifter og leder af skolesamarbejdet Tvind.

## Biografi

### De tidlige år
Han er søn af en skoleinspektør og ud af en borgerlig familie. Nysproglig student fra Odense Katedralskole i 1957. I 1960 var han værnepligtig på Fredericia Kaserne og derefter studerende på Haderslev Seminarium. Lærer på Kroggårdsskolen i Næsby nord for Odense, hvor hans adfærd og påklædning vakte opsigt. Da han efter to års aspiranttid skulle vurderes med henblik på en fastansættelse, sagde skolekommissionen under stort postyr nej og begrundede det med hans udseende: Det lange hår, skæg, og den islandske sweater.

### Oprettelsen af Tvind
Amdi var én af initiativtagerne til et kollektiv og endte sammen med syv andre på Hunderupvej 78 i det fine Hunderupkvarter midt i Odense – "Huset". I 1966 blev han optaget som filosofistuderende ved Odense Universitet, men forlod studiet året efter og "Huset" blev solgt.
Kollektivets beboere foretog en rejse jorden rundt i en gammel Scania-Vabis-bus. Med på turen var flere af dem, der var med i dannelsen af Tvind-skolerne.
I 1969 var han fængslet i Tyskland efter at have kastet med sten mod politiet under optøjer i forbindelse med et nynazistisk møde i Flensborg.
En underret dømte ham et halvt års fængsel, men advokat Jørgen Jacobsen fik i landsretten i Flensborg nedsat straffen til seks ugers fængsel, og Amdi Petersen kunne forlade fængslet den 7. oktober 1969.
Efter hjemkomsten kunne Amdi Petersen i 1969 -70 begynde som lærer på Rens Ungdomsskole, et job han sammen med tre venner havde fået i sommeren 1969. I løbet af skoleårets fik han tilladelse af Undervisningsministeriets til oprettelse af "Det Nødvendige Seminarium".[kilde mangler]
Det blev fejret på Amdi-klanens skib Taata Ori i Sønderborg havn med deltagelse af enkelte elever fra Rens Ungdomsskole.
De første tre måneder af skoleåret sad han i tysk fængsel for deltagelse i voldelige politiske optøjer i Flensborg, men blev frikendt på en teknikalitet (Politiet havde beskrevet hans udseende forkert) [kilde mangler]. På skolen blev eleverne grundigt sat ind i kommunistisk teori (Mao Zedongs variant, samt dialektisk materialisme), og der blev afholdt nattelange fællesmøder efter kinesisk forskrift (med en "varm stol" midt i rundkredsen), som varede, til Amdi mente, at der nu var "konsensus" [kilde mangler] Skoleåret sluttede med en busrejse rundt i Danmark, hvor ideen til den rejsende højskole blev prøvet af.
Erfaringerne fra busrejsen kom til at danne baggrund for Amdis mest kendte initiativer: Den Rejsende Højskole og Det Nødvendige Seminarium stiftet i 1970 og 1971 – det senere skolesamarbejde Tvind.

### 1970'erne
Til slutningen af 1970'erne fik Tvind god omtale i pressen. Men da nogle elever og lærere på skolerne og seminariet offentliggjorde klager over streng kollektiv disciplin, økonomisk udnyttelse, mangelfulde arbejdsforhold og ulykker med forældede busser, vendte stemningen mod Tvind. Det fik Amdi til i 1978 at fraråde lærergruppen at læse aviser: Aviser og journalister har ikke noget ordentligt mål. De laver aviser for at tjene penge, og alt det lort, de skriver, skal ikke få lov at gribe ind i vores liv. Vi vil ikke generes af de undermålere.[kilde mangler]

### Arrestation
Amdi Petersen fratrådte stillingen som forstander for Det Nødvendige Seminarium i juni 1979, gik under jorden og havde ingen kontakt med nogen uden for Tvind, før han blev arresteret af FBI på en international arrestordre i lufthavnen i Los Angeles 17. februar 2002. 14. september samme år ankom han til Danmark.
Anklagemyndigheden krævede ham fængslet i fem år for underslæb for 56 millioner kroner, for skattesvig for 52 millioner kroner og fradømt retten til at sidde i bestyrelser og fonde. Han blev frikendt i byretten i Ringkøbing 31. august 2006.
Amdi forsvandt ud af landet og er igen gået under jorden. Han er fortsat eftersøgt, da sagen er anket til landsretten.
Den 24. august 2016 dokumenteres det at han opholder sig i Mexico, i forbindelse med DR3 programmet Find Amdi - Danmarks mest eftersøgte mand; Det har dog endnu ikke ført nogen anholdelse med sig. Mexico vil ikke udlevere da han er frikendt.
I 2020 offentliggør flere medier billeder og en video af Mogens Amdi Petersen i Mexico.

## Omtale i medier
Det danske band Nephew omtaler Amdi Petersen i deres sang "Superliga": "Amdi P er rig", men på deres live CD/DVD 07.07.07 ændrer Simon Kvamm teksten til "Amdi P er fri".
Der har eksisteret et band Amdi Petersens Armé.
Omtales i Ørkenens Sønner "Et skud i tågen".